# Distrito de Wittenberg
El distrito de Wittenberg (en alemán: Landkreis Wittenberg) es un Landkreis (distrito) ubicado al este del estado federal de Sajonia-Anhalt (Alemania). Se encuentra en el transcurso del río Elba y el Elster Negro. La capital del distrito recae sobre la ciudad de Lutherstadt Wittenberg.

## Geografía
El Elbe atraviesa la región con una longitud de 52 km sobre el distrito. Al norte en sentido desde el este al oeste se tienen las sierras boscosas del Fläming y sus alrededores. Al sur del distrito se tiene uno de los bosques más grandes de Alemania del medio el Dübener Heide. 

## Subdivisiones
Comprende nueve ciudades, no existiendo actualmente en el distrito ningún municipio rural por haberse integrado todos los pueblos como pedanías de estas ciudades:
1. Annaburg
2. Bad Schmiedeberg
3. Coswig
4. Gräfenhainichen
5. Jessen
6. Kemberg
7. Oranienbaum-Wörlitz
8. Wittenberg (la capital)
9. Zahna-Elster

## Antes de la reforma territorial de 2007
Los territorios vecinos al norte eran los distritos de Branderburgo Potsdam-Mittelmark y Teltow-Fläming, al este limitaba con el distrito de Elba-Elster, al sur con los distritos sajones de Torgau-Oschatz y Delitzsch y al oeste con los distritos de Bitterfeld y Anhalt-Zerbst así como la ciudad independiente (kreisfreie Stadt) de Dessau.
(Habitantes a 30 de junio de 2005)

### Ciudades/Municipios
1. Jessen (Elster), Ciudad (15.226)
2. Wittenberg, Lutherstadt (46.837)

### Municipios Administrativos
* Posición de la administración
| - 1. Verwaltungsgemeinschaft Annaburg-Prettin 1. Annaburg, Stadt * (3.762) 2. Axien (592) 3. Bethau (190) 4. Groß Naundorf (779) 5. Labrun (130) 6. Lebien (375) 7. Plossig (279) 8. Prettin, Stadt (2.114) | - 2. Verwaltungsgemeinschaft Elbaue-Fläming 1. Abtsdorf (1.424) 2. Boßdorf (617) 3. Bülzig (801) 4. Dietrichsdorf (258) 5. Elster (Elbe) (2.643) 6. Gadegast (227) 7. Klöden (653) 8. Kropstädt (1.357) 9. Leetza (377) 10. Listerfehrda (366) 11. Mochau (582) 12. Mühlanger (1.477) 13. Naundorf bei Seyda (169) 14. Schützberg (162) 15. Straach (916) 16. Zahna, Stadt * (3.639) 17. Zemnick (139) 18. Zörnigall (960) - 3. Verwaltungsgemeinschaft Kemberg 1. Dabrun (686) 2. Eutzsch (658) 3. Kemberg, Stadt * (4.981) 4. Rackith (682) 5. Radis (1.354) 6. Rotta (892) 7. Schleesen (537) 8. Selbitz (410) 9. Uthausen (212) 10. Wartenburg (824) | - 4. Verwaltungsgemeinschaft Kurregion Elbe-Heideland 1. Bad Schmiedeberg, Stadt * (4.217) 2. Globig-Bleddin (609) 3. Korgau (347) 4. Meuro (620) 5. Pretzsch (Elbe), Stadt (1.662) 6. Priesitz (270) 7. Schnellin (330) 8. Söllichau (943) 9. Trebitz (1.311) - 5. Verwaltungsgemeinschaft Tor zur Dübener Heide 1. Gräfenhainichen, Stadt * (8.418) 2. Möhlau (2.125) 3. Schköna (810) 4. Tornau (597) 5. Zschornewitz (2.943) |